# 谢尔曼·道格拉斯
谢尔曼·道格拉斯（英語：Sherman Douglas，1966年9月15日—），美国NBA联盟前职业篮球运动员。他在1989年的NBA选秀中第2轮第28顺位被迈阿密热火选中。